# آغبلاغ کورانلو
آغبلاغ کورانلو یکی از روستاهای استان آذربایجان شرقی است که در دهستان چاراویماق جنوب شرقی بخش شادیان شهرستان چاراویماق واقع شده‌است.این روستا ۶۳۷ نفر جمعیت دارد.